# Neptis jucundita
Neptis jucundita är en fjärilsart som beskrevs av Hans Fruhstorfer 1908. Neptis jucundita ingår i släktet Neptis och familjen praktfjärilar. Inga underarter finns listade i Catalogue of Life.